# Gerònim Anicet Baylon

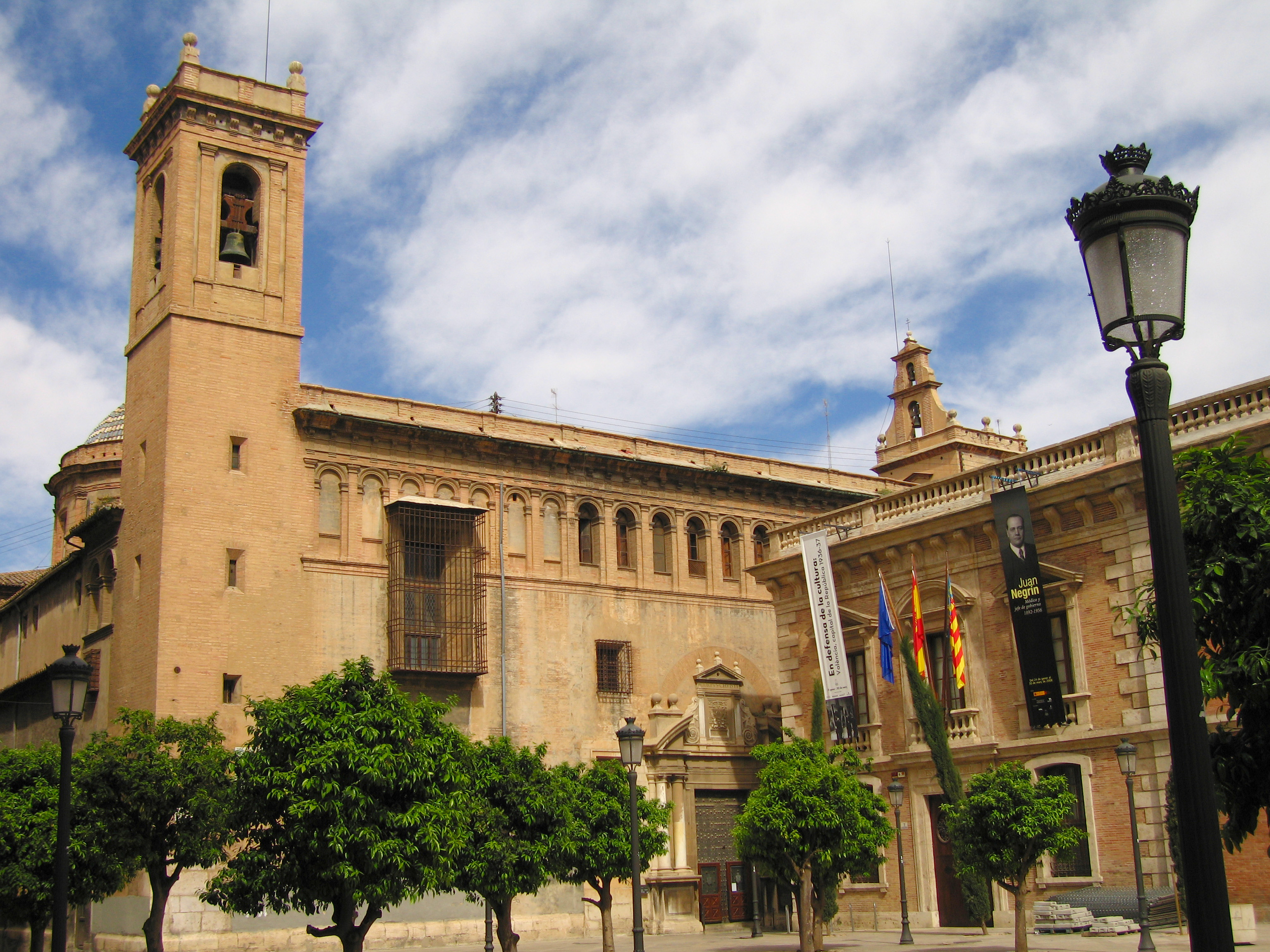
Reial Col·legi del Corpus Christi de València, on
Gerònim Anicet Baylon en fou organista fins a la seva mort

Gerònim Anicet Baylon (València, segle XVII - 1684) fou un organista i compositor valencià. Exercí com a capellà cantor de la capella reial de Madrid. Seguidament, l'any 1664, guanyà la plaça de compositor i mestre de capella de l'església de Xàtiva. Després substituí per oposició a Antonio Teodoro Ortells com a organista del Reial Col·legi del Corpus Christi de València, lloc que ocupà des de 1677 fins a 1684, l'any en què morí.
Es conserven obres de Baylon en la British Library i en el fons CMar (Fons de l'església parroquial de Sant Pere i Sant Pau de Canet de Mar). També es conserven diverses obres en la Catedral de Sogorb.

## Obres
- Villancicos y Letras qve se han de cantar en la Santa Iglesia de la Ciudad de Xativa, el dia y octava de la Festividad del Corpus del presente año 1666.[2]
- Villancet per a 8 v i Ac en Sol M.[3]
- Misses: Missa 16V, 5Co, 1677; Missa, 12V, bc, vn, 4V, ac órg; Missa, 8V, bc; Missa, 4V, ac.[4]
- Antífones: Salve Regina, 6V, vn, 1677.[4]
- Càntics: Magnificat, 13V, 2ac; Magnificat, 12V, ac arp, 2ac; Magnificat, 12V, bc; Magnificat, 3r to, 10V, 3ac; Nunc dimitis, 13V, 1er to; Nunc dimitis, 12V, 4 ac; Nunc dimitis, 12V, bc.[4]
- Himnes: Te lucis ante terminum, 10V, vn, 1679; Te lucis ante terminum, 12V.[4]
- Responsoris: In manus tuas, Domine, 10V, vn; In manus tuas, Domine, 12V.[4]
- Motets: Ave María, 8V, bc; Hodie completi sunt dies, 8V, 3bc; Imperterritus adolescens, 12V, bc; Iste cognovit justitiam, 8V, ac; Sancta Maria succurre miseris, 8 v, 3bc; Vidi Dominum, 8V, 2ac.[4]